# Syllepte cometa
Syllepte cometa là một loài bướm đêm trong họ Crambidae.